# 218 هـ
218 هـ هي سنة في التقويم الهجري امتدت مقابلةً في التقويم الميلادي بين سنتي 833 و834.

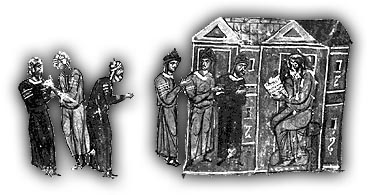
عبد الله المأمون

## مواليد
- محمد المهتدي بالله
- أحمد بن عمر الاغلبي

## وفيات
- 18 رجب - عبد الله المأمُون
- أبو مسهر الغساني
- يحيى بن أبي منصور الفارسي
- عبد الملك بن هشام
- بشر المريسي
- محمد بن نوح الجنديسابوري المضروب